# George Livingstone
George Turner Livingstone (ur. 5 maja 1876 w Dumbarton, zm. 5 stycznia 1950) – piłkarz szkocki, który występował na pozycji napastnika. Dwukrotny reprezentant kraju.

## Kariera piłkarska
Livingstone rozpoczął piłkarską karierę w Sinclair Swifts. Następnie przeszedł do Artizan Thistle i Parkhead. W latach 1896–1900 występował w grającym w Scottish Football League Heart of Midlothian. Następnie występował w Sunderlandzie, Celtiku i Liverpoolu, by w maju 1903 przenieść się do występującego wówczas w Division One Manchesteru City. W 1904 roku w finale Pucharu Anglii rozegranym na stadionie Crystal Palace w Londynie, z podania Livingstone’a Billy Meredith zdobył zwycięską bramkę. Po trzech latach pobytu w Manchesterze, w styczniu 1907 wrócił do Szkocji, gdzie reprezentował barwy Rangers. W 1909 przeszedł do Manchesteru United, z którym w 1911 roku zdobył mistrzostwo kraju. Zakończył karierę podczas I wojny światowej.

## Kariera reprezentacyjna
George Livingstone zadebiutował w reprezentacji Szkocji jako piłkarz Manchesteru City 7 kwietnia 1906 w meczu przeciwko Anglii na Hampden Park. Kolejny raz, jako piłkarz Rangers, wystąpił w spotkaniu rozegranym 4 marca 1907 roku na Racecourse Ground we Wrexham; przeciwnikiem była Walia.

### Mecze w reprezentacji Szkocji
| Lp. | Data            | Miejsce                    | Mecz             | Wynik | Rozgrywki                 |
| --- | --------------- | -------------------------- | ---------------- | ----- | ------------------------- |
| 1.  | 7 kwietnia 1906 | Hampden Park, Glasgow      | Szkocja – Anglia | 2:1   | British Home Championship |
| 2.  | 4 marca 1907    | Racecourse Ground, Wrexham | Walia – Szkocja  | 1:0   | British Home Championship |

## Sukcesy
Heart of Midlothian
- Mistrzostwo Szkocji (1): 1896/1897

Manchester City
- Puchar Anglii (1): 1903/1904

Manchester United
- Mistrzostwo Anglii (1): 1910/1911